# Rohanás (film, 2010)
A Rohanás (eredeti cím: Faster) 2010-ben bemutatott amerikai akciófilm, melynek rendezője George Tillman Jr., forgatókönyvírója Tony Gayton és Joe Gayton. A főszerepet Dwayne Johnson, Billy Bob Thornton, Carla Gugino, Moon Bloodgood, Oliver Jackson-Cohen és Maggie Grace alakítja
Az Amerikai Egyesült Államokban 2010. november 24-én jelent meg. Magyarországon két hónappal később, 2011. január 27-én mutatták be.

## Rövid történet
Egy volt fegyenc egy sor látszólag egymástól független gyilkosságot hajt végre. Nyomában van egy veterán zsaru, akinek saját titkai vannak, és egy egocentrikus bérgyilkos.

## Cselekmény
A sofőr (Dwayne Johnson) éppen egy börtönből szabadul. Az igazgató (Tom Berenger) megpróbál a lelkére beszélni, őt azonban ez nem érdekli. A kocsiját egy roncstelepen, letakarva tartja. Nagy sebességgel egy irodához hajt, ahol a biztonsági kamerákkal és a többi alkalmazottal nem törődve lelövi az egyik férfi alkalmazottat.
A sofőr ezután egy másik férfihoz megy (Mike Epps), aki évekkel ezelőtt további adatokat ígért neki. Ő először fel akarja tornászni az árat, azonban amikor a segédje ránéz a sofőr tetoválásaira, és azt mondja: „Ez egy szellem”, majd kimegy, akkor kénytelen engedni az árból és átadni az adatokat.
Eközben a sofőr nyomára bukkan Cicero nyomozónő (Carla Gugino), és a mellé kirendelt, kábítószerező, nyugdíj előtt álló rendőr (Billy Bob Thornton).
Megnézve a biztonsági kamerák felvételeit, rájönnek, hogy az áldozat felismerte a támadóját, még mielőtt a fegyvert látta volna.
Eközben egy másik helyen, a luxuskörülmények között élő a névtelen „bérgyilkos” (Oliver Jackson-Cohen) mobilon megbízást kap a sofőr megölésére. A bérgyilkos azt mondja a barátnőjének, Lily-nek (Maggie Grace), hogy ez lesz az utolsó munkája. A nő segít neki a fegyverek kiválasztásában.
A sofőr a listáján szereplő második név címére érkezik. Ez az az ember volt, aki filmre vette, amikor egy konkurens banda egy rablás után megtámadta őket, elvette a rablásból származó pénzt, majd mindenkit megöltek. A sofőrt fejbe lőtték, meghalt, de a kórházban magához tért.
Az idős, perverz kamerázó éppen egy lányt csalt fel magához és elkábította valamilyen itallal. A sofőr megöli a férfit, de a lányt nem bántja. A helyszínt a bérgyilkos is megtalálja, tűzpárbaj alakul ki köztük a folyosón, de a sofőr elmenekül. Ez rosszul érinti a bérgyilkost, aki innentől személyes ügyének tekinti a dolgot.
Kiderül, hogy a nyomozónak és barátnőjének (Moon Bloodgood) is problémái vannak a kábítószerrel.
A nyomozó és a nyomozónő kiderítik a sofőr múltjából, hogy a bandájukat felültette valaki, aki tudott a rablásról és a nyakukra küldte a konkurens bandát, akik mindenkivel végeztek, miután megszerezték a pénzt. A nyomozónő emlékszik a sofőrre egy videofelvételről, amin egy ismeretlen fejbe lövi a sofőrt. Ő azonban túléli, a fejébe egy fémlapot ültettek be.
A sofőr ekkor a régi barátnőjéhez megy (aki szintén rajta van a listán – Jennifer Carpenter). Kiderül, hogy a közös gyermeküket elvetette, és azóta született két másik gyermeke. A sofőr őt nem öli meg. Volt barátnője azt mondja neki, látta a tévében, tudja, hogy mire készül, és biztatja, hogy ölje meg a többieket.
A sofőr ekkor Nevadába megy, ahol az a nagy darab férfi, aki elvágta a testvére torkát, egy mulatóban dolgozik. A férfimosdóban találkozik vele, ahol késekkel küzdenek meg egymással. A férfi több súlyos sebből vérezve arra kéri, hogy értesítse a fiát, és odaadja neki a mobilját. A sofőr a kocsijából felhívja a fiút, és közli vele, hogy az apja megsérült.
A nyomozók arról kapnak hírt, hogy a férfi nem halt meg és kórházban van. Amikor a rádió ezt bemondja, a sofőr visszafordul és a kórházi műtőben több lövéssel végez vele.
A rendőr üldözi a kórházban, tűzpárbaj alakul ki köztük, de a sofőr kerül abba a helyzetbe, hogy lelőhetné a rendőrt, ő azonban ezt nem teszi meg.
A bérgyilkos távcsövön figyeli a sofőr távozását a helyszínről, majd autóval üldözni kezdi és több lövést lead rá, a nyakán találja el a sofőrt, aki kilövi a másik autójának első kerekét, ezért az nem tudja üldözni tovább.
A sofőr a listán lévő utolsó előtti név címére hajt, azonban kiderül, hogy mostohaapja már évekkel ezelőtt meghalt. Anyja összevarrja a nyakán lévő sebet.
A sofőr ekkor egy vándorló, sátorban prédikáló paphoz hajt, aki az utolsó a listáján. Az illető börtönben volt azóta, hogy találkoztak, de ott megtalálta a hitét. Mindemellett elfogadja a halált. A sofőr kíméletből nem lövi le, talán azért, mert korábban látta a feleségét és a gyermekét. A sofőr ekkor leül a sátorban lévő székek egyikére, ahol a bérgyilkos rátalál.
A nyomozónő faxon információt kap arról, hogy ki lőtte le a sofőrt annak idején. Társa már a helyszínen van, és hiába mondja neki, hogy várja meg az erősítést, az nem hallgat rá, ezért ő is oda siet.
A bérgyilkos azt mondja a sofőrnek, hogy vegye fel az asztalra tett fegyverét, hogy sportszerűen megküzdjenek egymással, ő azonban erre nem hajlandó, mivel azt mondja, hogy neki nincs vele baja. A bérgyilkos elmondja neki, hogy személyes ügyének tekinti a dolgot, és több tisztelet követel.
A rendőr ekkor a helyszínre érkezik, és meglepetésre nem a bérgyilkost lövi le (aki fegyvert szegez a sofőrre), hanem a sofőrt lövi fejbe. Kiderül, hogy annak idején is ő lőtte le. Az is napvilágra kerül, hogy a rendőr bérelte fel a bérgyilkost, mindössze egy dollárért, az azonban nem veszi át a pénzt tőle, mert nem végezte el a munkát. A rendőr ekkor a barátnőjét hívja és tájékoztatja, hogy minden rendben van. A barátnője a sofőr testvérének barátnője volt valamikor, és ő adott információkat a rendőrnek a banda tervezett akciójáról.
Ekkor hirtelen a sofőr lelövi a rendőrt. Ő azért nem halt meg, mert a fejébe épített fémlemez eltérítette a golyót. A sofőr azért lövi le a rendőrt, mert nyilvánvaló lett számára, hogy annak idején is ő lőtte le.
Cicero nyomozónő a helyszínre érkezik, de addigra a sofőr távozik.

## Szereposztás
- Dwayne Johnson – a sofőr
- Billy Bob Thornton – a rendőr
- Moon Bloodgood – Marina, a rendőr barátnője
- Oliver Jackson-Cohen – a bérgyilkos, mellesleg milliomos, aki kedvtelésből öl
- Maggie Grace – Lily, a bérgyilkos barátnője
- Tom Berenger – börtönigazgató
- Carla Gugino – Cicero nyomozónő
- Mike Epps – Roy Grone, aki a kért információkat összegyűjtötte a sofőr számára
- Lester Speight – Baphomet
- Xander Berkeley – Mallory őrmester
- Jennifer Carpenter – a sofőr volt barátnője
- Matt Gerald – a sofőr testvére

## A film készítése
A Variety magazin azt közölte 2009 májusában, hogy Dwayne Johnson a végső tárgyalásoknál tart a filmben való szerepléséről, és Phil Joanou lesz a rendező.
Ugyanaz év szeptemberében azt közölték, hogy Joanou kilépett és George Tillman Jr. rendezi a filmet.
Salma Hayek is szerepelt volna, de egy héttel a forgatás megkezdése előtt kilépett más elfoglaltságra hivatkozva. A helyét Carla Gugino vette át.
A forgatás 2010. február 8-án kezdődött Los Angelesben és Pasadénában folytatódott, valamint Santa Claritában (Kalifornia).

## Fogadtatás

### Kritikai visszhang
A film vegyes kritikákat kapott a kritikusoktól. A Rotten Tomatoes 46%-ra értékelte a filmet 70 kritikus véleménye alapján.
Roger Ebert filmkritikus (Chicago Sun-Times) azt mondta a filmről: „Változtasd meg a cselekményt, az időszakot, írd át a dialógust, és egy 1940-es évekbeli kemény filmet kapsz. A film nem törődik a finom részletekkel, hanem akciódúsan adja át az élményt azoknak, akik az egyfogásos kiszolgálást várják.”

### Bevételi adatok
A film a Hálaadás napján tekintélyes 12 millió dolláros bevételt ért el (tekintve a 24 milliós költségvetését), ami több volt, mint egyes családi filmeké.

## Fordítás
Ez a szócikk részben vagy egészben  a   Faster (2010 film) című angol Wikipédia-szócikk fordításán alapul.  Az eredeti cikk szerkesztőit annak laptörténete sorolja fel. Ez a jelzés csupán a megfogalmazás eredetét és a szerzői jogokat jelzi, nem szolgál a cikkben szereplő információk forrásmegjelöléseként.